# Trampolí

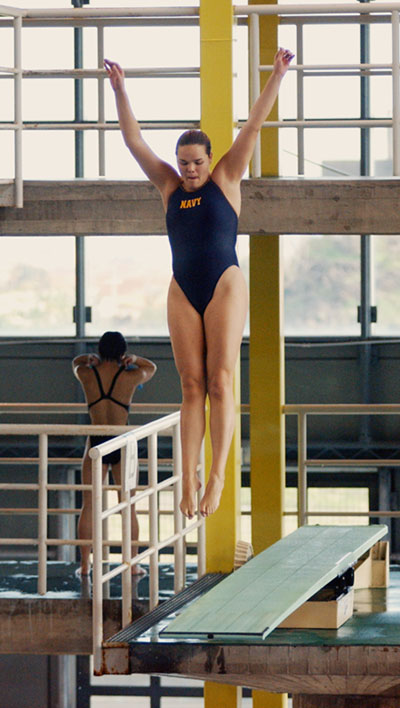
Salt d'un trampolí estant

Un  trampolí  en esport és una post flexible utilitzada per al salt que fa una funció de ressort per a augmentar la impusió de qui salta.
Els trampolins estan fixats normalment per una frontissa en un extrem (de manera que poden ser elevats quan no estan en ús) i l'altre extrem penja generalment sobre una piscina, amb un punt situat a mig camí entre la frontissa i l'extrem que es recolza sobre un fulcre ajustable.
En raó del menester de ser lleugers i flexibles, els trampolins es fan generalment d'alumini. En les piscines, la major part dels trampolins, es pinten de blau i sovint la textura és agregada a la superfície barrejant vidre o sorra picada amb la pintura per a donar-los una adherència addicional.
La constant de la molla d'un trampolí és ajustada generalment per mitjà d'un fulcre que es col·loca aproximadament a mitjan trampolí. Generalment, els trampolins funcionen en un règim lineal on obeeixen aproximadament la llei de Hooke. Quan està carregat amb un banyista, la combinació de la massa aproximadament constant del banyista i la rigiditat constant del trampolí donen una freqüència ressonant que és ajustable per mitjà de la constant de la molla (fixada per la posició del fulcre). Com que el sistema que en resulta és en un règim aproximadament lineal, pot ser modelat prou exactament per una equació diferencial de segon grau. La freqüència ressonant es pot ajustar en general en una gamma que varia d'un quocient de 2:1 a 3:1.
Es localitzen a 1 m o 3 metres sobre l'aigua. En competició olímpica, només s'utilitzen els trampolins d'altura de 3 metres.

## Materials
Antigament, el material amb què es fabricaven els trampolins era amb fusta, la qual cosa dificultava i limitava les possibilitats d'un bon salt. No obstant això aquest material augmentava el risc de patir lesions.
Avui dia, per la necessitat de ser lleugers i flexibles, els trampolins es fan generalment d'alumini. La majoria dels trampolins, es pinten de blau i sovint la textura és agregada a la superfície barrejant cristall o sorra picada amb la pintura per a proporcionar adherència addicional.

## Ajust del moll
La constant del moll d'un trampolí és ajustada generalment per mitjà d'un fulcre que es col·loca aproximadament a meitat del trampolí. Generalment, els trampolins funcionen en un règim lineal on obeeixen aproximadament la llei de Hooke. Quan està carregat amb un banyista, la combinació de la massa aproximadament constant del banyista i la rigidesa constant del trampolí resulten en una freqüència ressonant que és ajustable per mitjà de la constant del moll (fixada per la posició del fulcre). Com que el sistema que resulta està en un règim aproximadament lineal, pot ser modelat bastant exactament per una equació diferencial de segon grau. La freqüència ressonant es pot ajustar típicament sobre una gamma que varia d'un quocient de 2:1 al 3:1.

## Altures
Els trampolins generalment es localitzen a 1 m o 3 metres sobre l'aigua. És molt estrany que un estigui muntat en una altura diferent d'aquestes altures estàndard. En competició olímpica, solament s'utilitzen els trampolins d'altura de 3 metres. Per a altures superiors a tal propòsit s'utilitzen plataformes de formigó (7,5 metres i 10 metres sobre el nivell de l'aigua).

## Confusió idomática
De vegades la gent confon els trampolins amb els llits elàstics, ja que en anglès s'utilitza la paraula trampoline per a designar les estructures de ferro, amb molles i una tela elàstica.